# Alexandre González
Alexandre González (Francia, 16 de marzo de 1951) es un atleta francés retirado especializado en la prueba de 3000 m, en la que consiguió ser medallista de bronce europeo en pista cubierta en 1981.

## Carrera deportiva
En el Campeonato Europeo de Atletismo en Pista Cubierta de 1981 ganó la medalla de bronce en los 3000 metros, con un tiempo de 7:22.71 segundos, por delante del búlgaro Evgeni Ignatov  y del soviético Valeriy Abramov.